# グロッセート・オリオールズ
グロッセート・オリオールズは、イタリアのプロ野球チームである。

## 概要
球団創設は1952年。本拠地はトスカーナ州グロッセート。直近の2007年のほか、1986年、1989年、2004年に国内リーグのタイトルを獲得している。2005年には、ヨーロピアン・カップ・チャンピオンでの優勝を果たした。かつてMLBでもプレーしたクレイグ・スティマックはこのチームでキャリアを終えており、彼の付けた背番号23はチームの永久欠番となっている。2010年からは、旧セリエAを改編したプロリーグ・イタリアンベースボールリーグ(IBL)に参加している。

## 永久欠番
- 23(クレイグ・スティマック)
- 24(リカルド・ルオンゴ)
- 44(ベッペ・マセルッチ)
- 48(リチャード・オルセン)